# Ulica

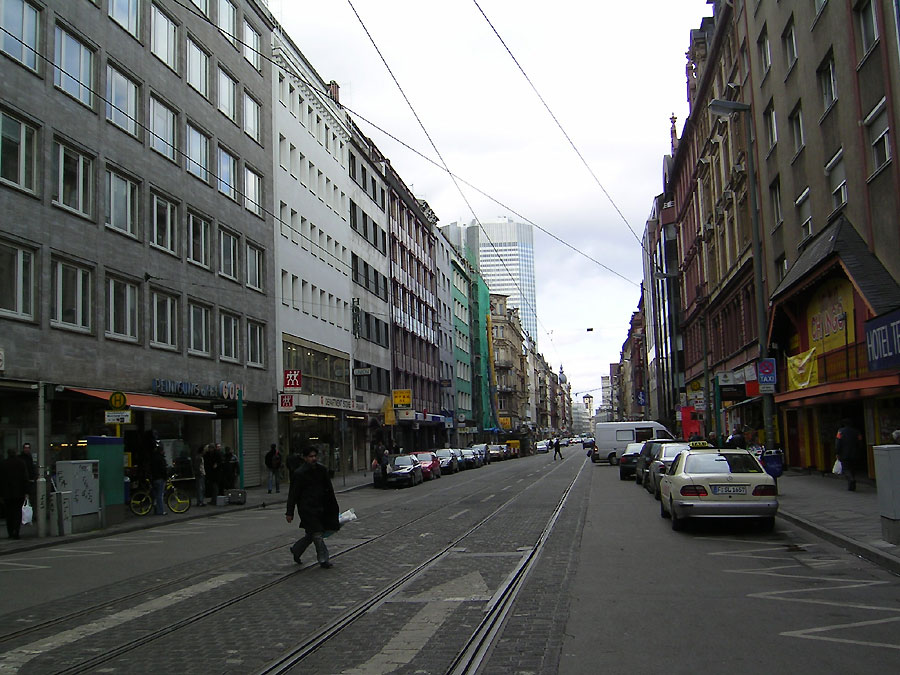
Ulica w mieście: jezdnia pokryta częściowo asfaltem i częściowo brukiem z niewydzielonym torowiskiem tramwajowym i parkingami po bokach

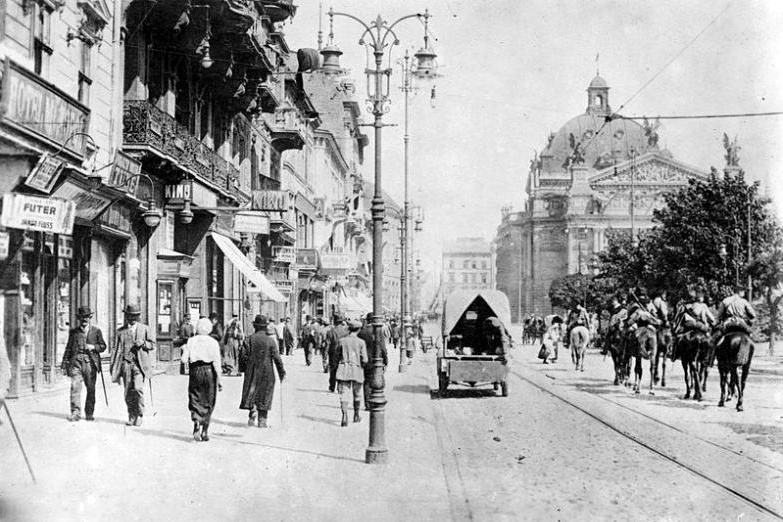
Lwów, Wały Hetmańskie (ok. 1900)

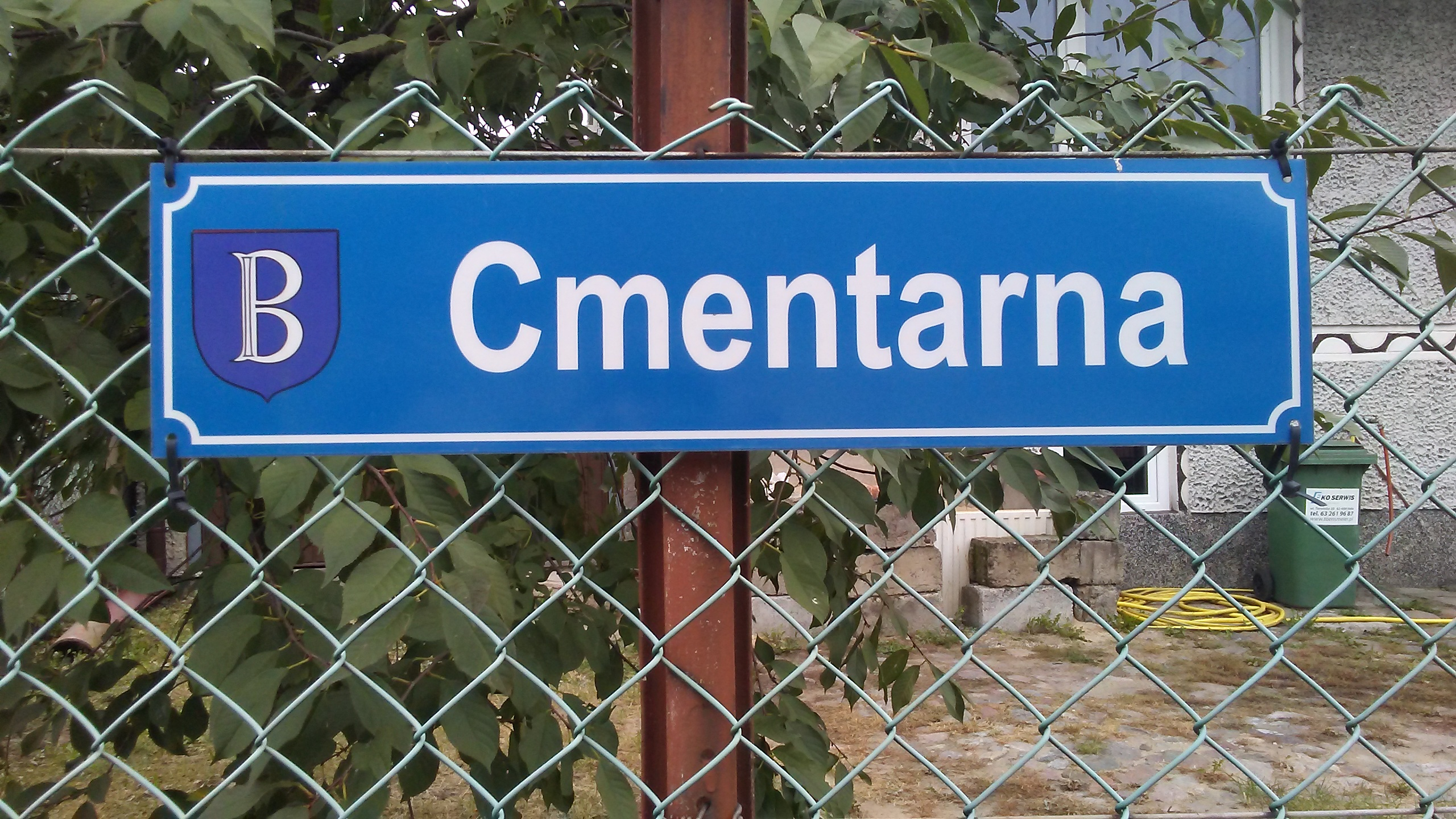
Tabliczka z nazwą ulicy w Brdowie

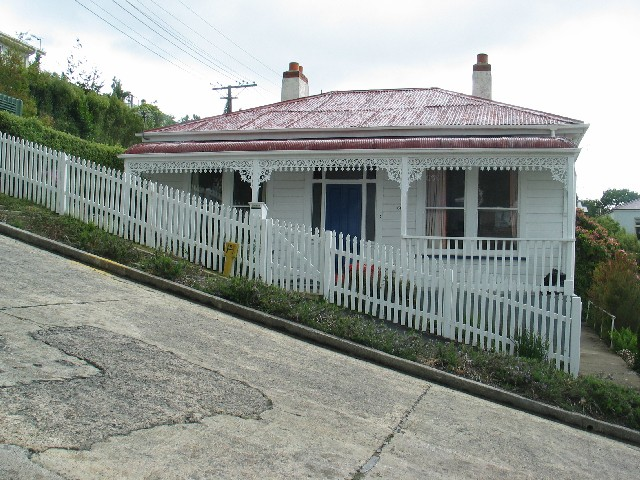
Baldwin Street w Nowej Zelandii – najbardziej stroma ulica świata

Ulica – droga na terenie zabudowanym lub przeznaczonym do zabudowy (głównie w mieście, ale także w osadzie oraz czasem na wsi), której współcześnie zazwyczaj nadaje się oficjalnie urzędową nazwę własną.
Wzdłuż ulicy stawiane są zazwyczaj budynki mieszkalne lub inne zespoły obiektów (budynki biurowe, usługowe, przemysłowe). Teren wzdłuż ulicy może też zostać zabudowany zielenią (skwer, park). Ulica, w zależności od szerokości i związanej z tym ilości pasów ruchu oraz rodzajem wykonanej nawierzchni może być przeznaczona dla ruchu: pieszego, pieszo-kołowego, kołowego, szynowego (tramwajowego). Ruch szynowy może odbywać się po wydzielonym torowisku albo w ramach pasów jezdni dla ruchu kołowego. Wzdłuż ulic wydzielane są czasem pasy ruchu przeznaczone tylko dla autobusów komunikacji miejskiej i drogi rowerowe. Wzdłuż ulic przeznaczonych dla komunikacji kołowej i szynowej wykonuje się z jednej lub obu stron drogi chodniki przeznaczone tylko dla ruchu pieszego. W celu umożliwienia pieszym przecięcia drogi komunikacji pojazdów wykonuje się zazwyczaj specjalnie oznakowane (pasy, znaki świetle) przejścia dla pieszych w poziomie ulicy albo bezkolizyjnie: kładki dla pieszych (wiadukt) lub pod jej powierzchnią – przejścia podziemne (tunel).
Wzdłuż ulic (pod nawierzchnią jezdni lub chodnika) prowadzone są zazwyczaj rurociągi: sieci wodne, kanalizacyjne, gazu, kable elektryczne, telekomunikacyjne i inne media tzw. uzbrojenia terenu. Głębokość, odległość pomiędzy poszczególnymi przewodami i oddalenie ich od budynków określone jest w przepisach prawnych.
Często ulica spełnia również funkcje formalno-administracyjne poprzez przypisanie do budynków w jej otoczeniu kolejnych numerów porządkowych. Numery te narastają według różnych zasad: narastająco od historycznego centrum miasta, narastająco od rzeki i wzdłuż rzeki, w przypadku ulic o kształcie kolistym – narastająco zgodnie z ruchem wskazówek zegara. Zdarzają się również inne sposoby numeracji (np. w Japonii, często nawiedzanej przez trzęsienia ziemi posesje są numerowane według daty ich wybudowania).
Poza funkcjami komunikacyjnymi ulice pełnią również inne funkcje:
- wyznaczają granice obszarów o odmiennym sposobie użytkowania,
- tworzą przestrzeń umożliwiającą kontakty międzyludzkie,
- stanowią istotny element przestrzennej kompozycji miasta.

## Etymologia
Ulica jest derywatem sufiksalnym od prasłowiańskiego *ułъ, *uła; por. gr. αὐλός (aulos) – „podłużne, wewnątrz puste wydrążenie”, αὐλή (aulē) „podwórze, zagroda, ogrodzenie”, αὐλών (aulon) „wąwóz, dolina” (Aliweri), ἒναυλος „struga, potok, wąwóz” (scs. ulьjь, czyli ul jest pokrewny pierwszemu greckiemu wyrazowi, gdyż pierwowzorem uli były barcie, tj. wydrążone pnie drzew).

Dawny rdzeń ułъ, uła zachował się w formacjach pochodnych, jak np. pol.
uliczka, zaułek, ros. wułka (вулка), ułka (улка), zaułok (заулок), zakoułok (закоулок – zakątek, zakamarek, róg, mały zaułek), pierieułok (переулок – aleja), ukr. zakawułok (закавулок), oraz ogólnosłowiańska ulica: ros. ulica (улица), ukr. wułyća (вулица), pol. ulica, czes. ulice, słowac. ulica, głuż. wulica, bułg. ulica (улица), sch. űlica, słoweń. úlica.

We wszystkich wymienionych językach ulica występuje w znaczeniu odpowiadającym łac. platea, vicus i ang. street, alley, czy niem. Strasse, Gasse. Ponadto ze staroruskiego poświadczona jest również ulica w znaczeniu „rynek, targ”, a ze scs. obok powszechnego znaczenia także jako „wrota”, w języku serbsko-chorwackim ulica – to zarówno „ulica”, jak i „podwórze”.

W języku staropolskim obok ulicy istniała też uliczka w znaczeniu „furtka, brama, drzwi” (odpowiednik łac. porta, ianua, foris, obecnie tylko w użyciu dialektalnym) np.:
Uliczki nieba (ianuas caeli) otworzył FI 77, 27;

Zdrowaś gwiazdo morska, ...uliczko niebieska ca 1500 R XIX 67;

Ezechijel... widział zamknioną uliczkę ca 1500 SprTNW V 9.

Bieżał na jego dom samowtor gwałtem ze złymi słowy i jego uliczkę rębi
1414 AKR III 244 (Kaliskie);

Jakom nie jała samotrzecia gwałtem w Lasociną dziedzinę ani jego uliczek dobywała w Brzostowo (!) 1418 Pyzdr nr 549;

Repercussit portam al. uliczkę violenter 1469 AGZ XVI 67 (Sanockie).

## Ulice a relacje międzyludzkie
Donald Appleyard w swojej książce Livable Streets przedstawił pogłębione porównanie trzech podobnych ulic w San Francisco, które różniły się przede wszystkim natężeniem ruchu. Pierwszą, przez którą przejeżdżało dziennie około 2000 aut, Applyeard nazwał ulicą Spokojną. Ulicą Przeciętną przejeżdżało dziennie 8000 samochodów, a ulicą Ruchliwą 16000. Appleyard ustalił, że mieszkańcy ulicy Spokojnej twierdzą, że panują tam bliskie więzy sąsiedzkie, a „terytorium” mieszkańców – teren, który uważali za swój własny – roztaczało się na całą szerokość drogi. Ludzie przystawali na chodniku albo przed drzwiami domów na pogawędkę, w pobliżu bawiły się dzieci. Z kolei na ulicy Ruchliwej nie istniało poczucie więzi, a mieszkańcy postrzegali ją przede wszystkim jako drogę tranzytową między swoim domem i innym punktem. Według badań Appleyarda mieszkańcy ulicy Spokojnej mieli 3 razy więcej bliższych znajomych i 2 razy więcej dalszych znajomych wśród sąsiadów niż mieszkańcy ulicy Ruchliwej. Im większe było natężenie ruchu, tym bardziej w oczach mieszkańców malało ich „terytorium”.
Istnieją późniejsze prace, które potwierdziły wnioski Appleyarda. Przedmiotem przeprowadzonego w 2008 r. w Bristolu badania też były trzy ulice, ale różnice w natężeniu ruchu były jeszcze większe: od 14000 do 21000 samochodów dziennie. Mieszkańcy najspokojniejszej z analizowanych ulic deklarowali, że stanowią wspólnotę, mieli też 2 razy więcej dalszych znajomych i 5 razy więcej bliższych znajomych niż ci, których domy stały przy najbardziej uczęszczanej ulicy.

## Odmiany
- arteria: duża, ruchliwa ulica
- zaułek: wąska, często ślepa uliczka
- ślepa ulica: ulica nieprzelotowa
- przecznica: ulica ułożona prostopadle do głównej